# Комиссия по разоружению
Комиссия ООН по разоружению (англ. UN Disarmament Commission) — совещательный орган Организации Объединённых Наций, подчиняющийся Генеральной Ассамблее ООН, который занимается в первую очередь вопросами, связанными с разоружением.

## История
Комиссия по разоружению была создана 11 января 1952 года Резолюцией 502 (VI) Генеральной Ассамблеи ООН. Изначально Комиссия подчинялась Совету безопасности ООН. В ее задачи входила подготовка предложений по договору о регулировании, ограничении и сбалансированном сокращении всех вооруженных сил и всех вооружений, включая ликвидацию всего оружия массового уничтожения. Однако эта комиссия созывалась лишь несколько раз, вслед за ней создавались другие органы по разоружению: Комитет десяти государств по разоружению (1960), Комитет восемнадцати государств по разоружению (1962-1968), Конференция Комитета по разоружению (1969-1978) и, наконец, Конференция по разоружению (1979), которая функционирует по сей день.
Статус и мандат Комиссии были заново определены 30 июня 1978 года Генеральной Ассамблеей, вспомогательным органом которой стала Комиссия. Комиссия включает в себя представителей всех стран-членов ООН. Собрания проводятся ежегодно в Нью-Йорке на протяжении ориентировочно трех недель. Комиссия — совещательный орган, в задачи которого входит рассмотрение и создание рекомендаций по различным вопросам в сфере разоружения. Из-за существенности вопроса разоружения на повестке сессии Комиссии всегда ограниченное число вопросов. В 1998 году ограничения на количество обсуждаемых тем Генеральная Ассамблея ввела официально, и отныне Комиссия может обсуждать два вопроса за сессию, включая ядерное разоружение. Каждая тема рассматривается Комиссией в течение трех лет. В ходе каждой сессии рабочие группы создаются в соответствии с количеством вопросов, обсуждаемых органом. Решения в Комиссии принимаются на основе консенсуса. Результаты работы Комиссии ежегодно излагаются в докладе, представляемом Генеральной Ассамблее.